# Synagoga Cijerim we Lwowie
Synagoga Cijerim we Lwowie – nieistniejąca synagoga cechowa znajdująca się we Lwowie przy ulicy Bożniczej 16 w dzielnicy Krakowskie Przedmieście.
Synagoga cechu malarskiego Cijerim została założona w parterowej przybudówce Wielkiej Synagogi Przedmiejskiej. Po ataku III Rzeszy na ZSRR i wkroczeniu Wehrmachtu do Lwowa 30 czerwca 1941, synagoga została spalona przez Niemców 14 sierpnia 1941 wraz z Wielką Synagogą Przedmiejską, innymi sąsiadującymi cechowymi domami modlitwy i innymi lwowskimi synagogami.
Po zakończeniu wojny nie została odbudowana.